# 帝国党
帝国党（ていこくとう、旧字体：帝󠄁國黨）は、明治時代後期の日本の吏党系政党（1899年7月5日 - 1905年12月23日）。国民協会のあとを受け結成された。委員長は佐々友房。

## 概要
国民協会の会頭（党首）であった品川弥二郎が政党活動から撤退を表明したことにより解散されることになった国民協会所属議員の受け皿として、佐々友房・荒川邦蔵らによって結成された。だが、伊藤博文による新党（後の立憲政友会）結成の噂が流れたことによって所属議員は分裂して大岡育造派は新党参加を決定、残された佐々友房派12名が無所属や他党議員8名を加えて計20名で結成することとなった。国体擁護・軍備充実・国権拡張・実業振作・国民精神発揚・社会政策拡充・地方自治完備といった綱領を掲げていた。
だが、実際に立憲政友会が結成されると党内は動揺して元田肇らが離脱してこれに参加、第1次桂内閣では唯一の与党となったものの、20名を切る小政党では活動に限界があった。対露同志会に参加して日露戦争期にはやや勢いを得たものの議席増加にはつながらず、戦後における桂内閣の崩壊が確定的となると今後の展望が不透明となったことから、同じ吏党諸派とともに大同倶楽部への合流を決定して解散した。